# Lybska Örn
Lybska Örn var ett örlogsskepp som  byggdes på varvet i Lübeck och erövrades av svenska flottan i sjöslaget vid Narva 1574. Hon var bestyckad med ett okänt antal kanoner, alla uppges ha blivit bärgade efter skeppsbrottet. Likaså hennes öde är okänt. Vad man vet är att hon sjönk i Stockholms södra skärgård 1576 under en transport med förnödenheter som skulle till Estland. 

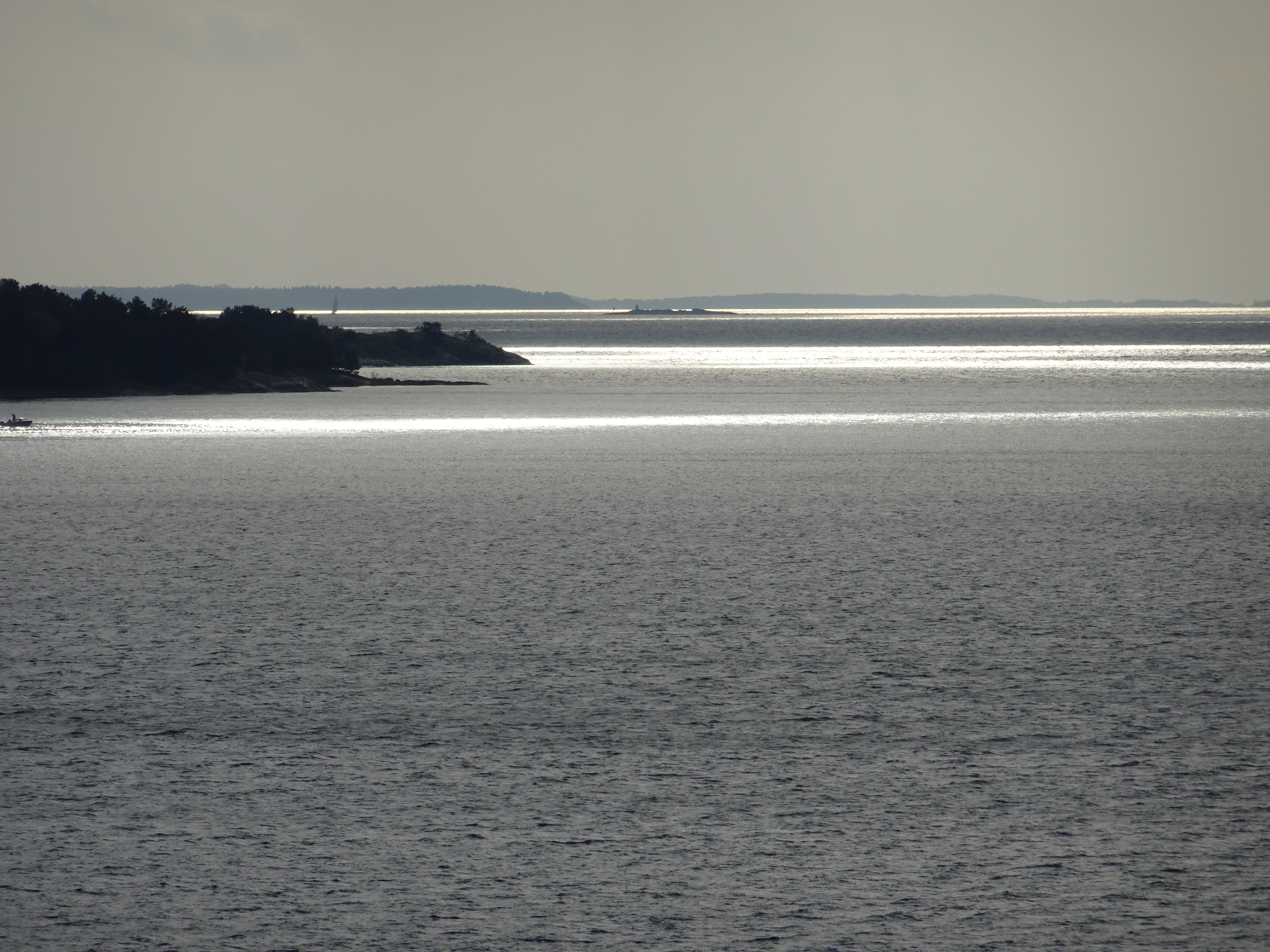
Utsikt över Mysingen från Havtornsudd. Någonstans i farleden mot söder ligger vraket efter Lybska Örn.

Troligen stötte hon på grund och förliste vid ett klippigt litet skär i Mysingen strax söder om Muskö. Enligt traditionen ska skäret ha fått namnet Örngrund efter den tragiska händelsen. Örngrund med sitt olycksdrabbade farvatten där flera incidenter skett är numera försedd med en fyr. Vraket har ännu inte hittats.